# Djamel Bouras
Pour les articles homonymes, voir Bouras.
Djamel Bouras, né le 11 août 1971 à Givors (France, Rhône), est un judoka français, champion olympique à Atlanta en 1996.

## Biographie
Il est issu d'une famille chaoui originaire de la wilaya de Batna dans les Aurès en Algérie. Son grand-père paternel, qui avait participé à la guerre de 1914-1918, et d’autres membres de sa famille quittent l’Algérie en 1957 et emménagent en France, à Givors. Il a une sœur aînée, ainsi que deux frères et une sœur plus jeunes. 
Après un séjour au Qatar, il devient entraîneur de la section judo du célèbre club sportif parisien le PSG, club dans lequel évolue le judoka Teddy Riner. Il a été brièvement conseiller, voire adjoint du ministre des Sports du Qatar. Son rôle au PSG a dépassé le cadre du judo : il est notamment influent au centre de formation où il a placé des agents de joueurs[réf. nécessaire].

## Carrière sportive

### Parcours
Il débute le judo à 8 ans. Il passe ceinture noire à 15 ans, mais la porte officiellement à 16 ans.
En 1988, il est détecté parmi les meilleurs jeunes de France, et part en sport-études à l’INSEP Châtenay-Malabry. Le 24 avril 1988, il est champion de France cadet de judo. En 1990, il passe son service militaire au bataillon de Joinville, ce qui lui permet de continuer le sport à haut niveau. Il passe ensuite deux ans comme interne à l'INSEP.
À Paris, il débute par le club d’Epinay-sous-Sénart. Il passe ses années de gloire au Racing Club de France avant de rejoindre en 1996 un club tout fraîchement créé, le PSG judo.
Il est champion olympique des moins de 78 kg à Atlanta le 23 juillet 1996en détrônant Toshihiko Koga, double champion du monde. 
En 1998, il est suspendu temporairement pour dopage à la nandrolone. Cette condamnation est plus tard redébattue par le docteur Yunsan Meas, membre de la commission dopage et président de la commission médicale de la FFJ, mais sans que les instances ne se rétractent. En 2000, il termine sa carrière sur une cinquième place aux JO de Sydney.
Il rejoint l’US Créteil en 2001.

### Palmarès
- Champion olympique en 1996.
- Champion d'Europe en 1996.
- Vice-champion du monde en 1997.
- Troisième au Championnat du monde 1995.
- Champion de France par équipes 1997.
- Grade: Ceinture Blanche-rouge 7e dan[12].

### Dopage: affaire de la nandrolone
Djamel Bouras a été contrôlé positif à la nandrolone (19-norandrostérone et 19-noretiocholanolone) par le Laboratoire national de dépistage du dopage (LNDD) lors d'un prélèvement le 2 octobre 1997 durant un stage à l'INSEP. La contre-expertise demandée par le judoka se révèle elle aussi positive. Djamel Bouras réfute avoir absorbé des produits dopants, tout au moins sciemment.
Après plusieurs procédures, la Commission disciplinaire antidopage de la FFJDA  suspend le judoka pour deux ans dans un premier temps puis quinze mois en deuxième audience. Une polémique autour de ce dopage exista après qu'un médecin de la FFJ, Yunsan Meas, eut décelé une possible production naturelle de nandrolone chez le judoka, mais « la commission antidopage a décidé que Djamel Bouras avait contrevenu aux dispositions fédérales sur le dopage ».

## Autres engagements

### Engagements politiques et associatifs
En 2002, une pétition réunit 300 athlètes contre l’accession de Jean-Marie Le Pen au second tour de la présidentielle. Djamel Bouras formule le leitmotiv : « La France d’aujourd’hui, c’est le mélange. Nous devons tous aller voter contre la haine ».
En septembre 2006, il participe à une manifestation avec de nombreuses personnalités pour défendre une solution de relogement et la régularisation des personnes expulsées du squat de Cachan. 
Djamel Bouras est candidat aux élections législatives de 2007 en Seine-Saint-Denis avec le parti de François Bayrou, le MoDem. Corinne Lepage, membre du Modem, a dit « regretter profondément » cette désignation tandis que Patrick Klugman, vice-président de SOS Racisme, se disait « très choqué » par l'investiture, ajoutant : « Bayrou a beau jeu de critiquer le communautarisme, il présente de nombreuses candidatures ethniques en banlieues ». Candidat dans la deuxième circonscription de la Seine-Saint-Denis, il obtient 2 274 voix soit 9,57 % des suffrages et est éliminé au 1er tour.
En mars 2015, il participe avec Yannick Noah et Raymond Domenech à une action de l’association « Ensemble contre la récidive » à la prison de Nanterre afin d’améliorer les conditions sportives des détenus.

### Polémiques
Il lui est reproché d'avoir soutenu des personnalités ou causes controversées. Il est notamment accusé d'antisémitisme par l'Union des étudiants juifs de France :
- En 1996, il dédie sa victoire aux Jeux olympiques d'Atlanta « aux musulmans qui souffrent dans le monde », dans le contexte des guerres de Yougoslavie. Il est alors réprimandé par les autorités du judo national[19].

- En janvier 2004, il participe à une manifestation contre la Loi française sur les signes religieux dans les écoles publiques organisée par le Parti des musulmans de France (PMF) de Mohamed Latrèche alors que les principales organisations musulmanes de France appelaient à ne pas participer.

- Le 7 décembre 2004, il participe, en compagnie de Dieudonné, Rachid Benaïssa, à une manifestation de soutien à « Al-Manar »[20] devant le CSA à Paris, la chaîne du Hezbollah, menacée d’interdiction après des plaintes du Conseil représentatif des institutions juives de France (CRIF) notamment sur la diffusion du Protocoles des Sages de Sion en feuilleton.

- Il a également publiquement soutenu Dieudonné, notamment en montant sur la scène du Zénith de Paris en janvier 2005 avec Jamel Debbouze et l'acteur Daniel Prévost durant le spectacle intitulé Mes excuses : « Je tiens à remercier Dieudo, cet homme libre. J'espère que vous allez continuer à le soutenir. Il y a certaines puissances qui nous font beaucoup de mal »[21]. Depuis il a coupé les ponts avec Dieudonné estimant s'être fait tromper par celui qu'il considérait seulement comme un avocat de la liberté d'expression et qui dorénavant professe des positions qu’il juge indéfendables[22]. Il a dit à ce sujet : « Au début, c’était par rapport à la liberté d’expression que nous l’avons soutenu (avec Jamel Debbouze et Daniel Prévost) parce qu’on ne trouvait pas ça normal. Quand il a pété les plombs, quand Claude Askolovitch m’a appelé pour m’expliquer la réalité, j’ai compris qu’il (Dieudonné) avait un problème, j’ai préféré ne plus le soutenir »[23].

- Le 11 février 2006, lors d'un débat sur l'affaire des caricatures de Mahomet, dans l'émission de Thierry Ardisson Tout le monde en parle, il déclare à l'historien Max Gallo : « Il y a des églises vides. Nous on prend même les églises, on a le droit de prier dans les églises » et préconise une loi contre l'islamophobie.

### Filmographie et autres apparitions
Dans les années 1990, il participe à l'émission La Carte aux trésors – présentée alors par Sylvain Augier – comme candidat bleu. Sa concurrente rouge est l'escrimeuse Laura Flessel.
Il défile pour Issey Miyake en 1995 et Smalto en 1999.
Il participe à différents journaux, émissions ou films tout au long de sa carrière. Il fait une apparition dans un épisode de la version française de la série télévisée Un gars, une fille. En 2010, il participe à l'émission Koh-Lanta : Le Choc des héros avec d'autres sportifs comme Frank Lebœuf ou Frédérique Jossinet.
Il apparaît dans les films En attendant la neige (1999), Tatami (2003) et Le Carton (2004).